# Peirópolis
Peirópolis é um distrito rural pertencente ao município de Uberaba, em Minas Gerais. Situa-se a uma distância de 20 km do centro urbano de Uberaba, sendo acessado principalmente pela rodovia BR-262.
Na região, ocorrem dois sítios paleontológicos: Peirópolis, e Serra da Galga, ambos apresentando ricas faunas de vertebrados e invertebrados do Cretáceo Superior do Brasil. Os depósitos fossilíferos estão localizados em rochas da Formação Marília, Grupo Bauru, e Bacia do Paraná, e são compostos por fósseis de crocodilomorfos, dinossauros e outros répteis, além de anfíbios. Desde 2007, é considerado um dos sítios geológicos do Brasil.

## História
Peirópolis desenvolveu-se devido à atuação do empresário Federico Peiró (1859-1915), um imigrante espanhol que se estabeleceu na localidade em 1896. Devido à abundância de rocha calcária na região, Peiró iniciou a construção de caieiras para a extração e queima de cal virgem, utilizando o ramal ferroviário local para escoar os materiais produzidos na área para outras regiões. Na época, a vila era conhecida como "Paineiras" e se destacou como um pequeno centro econômico e religioso com forte influência do espiritismo, doutrina à qual Peiró se converteu. A pequena estação local chamada originalmente de "Cambará", era operada pela "linha do Catalão", e fazia parte da rota entre os municípios de Conquista e Uberaba pertencente à Companhia Mogiana de Estradas de Ferro, a primeira ferrovia a chegar ao Triângulo Mineiro em 1889.

Em 1924, anos após o falecimento de Peiró, a comunidade local renomeou o bairro como "Peirópolis", em reconhecimento à sua contribuição para o desenvolvimento da região. Com o declínio da exploração de calcário nas décadas seguintes, somado a um fatídico acidente ferroviário ocorrido na região no ano de 1970, as operações do ramal ferroviário para Peirópolis foram encerradas.

## Paleontologia

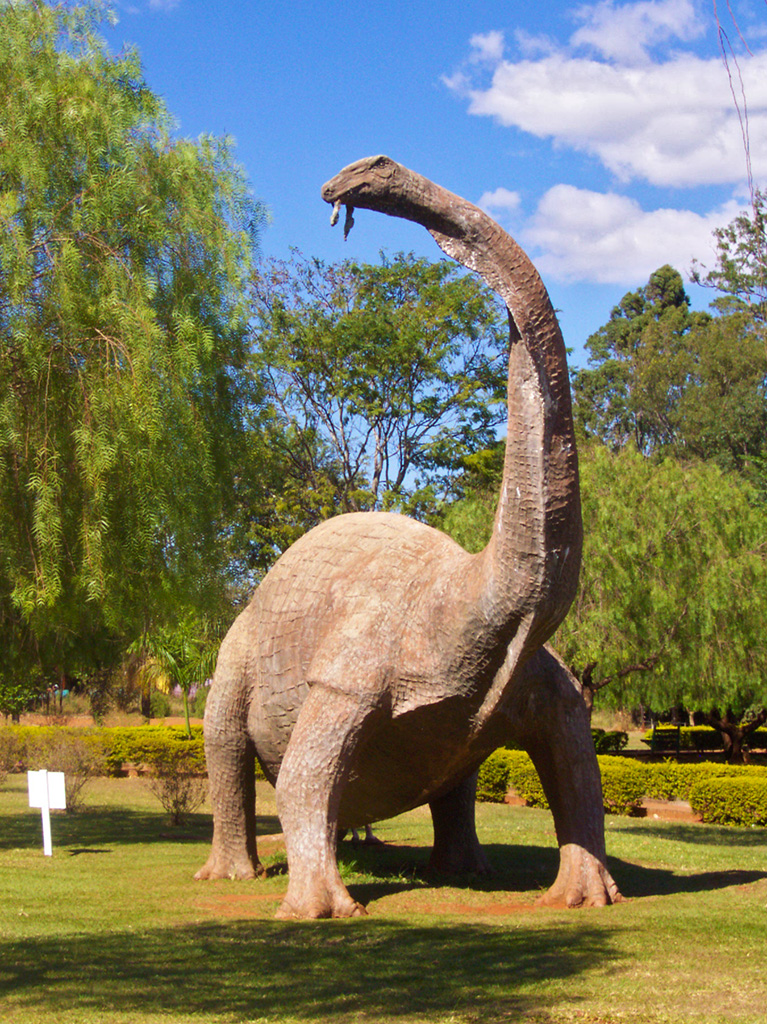
Réplica em tamanho natural de um Titanossauro, criada pelo artista plástico Northon Fenerich, e exposta em frente ao Museu dos Dinossauros.

Em meados da década de 1940, a descoberta de fósseis de animais extintos trouxe nova notoriedade à região, quando o Departamento Nacional de Produção Mineral (DNPM) recebeu informações de que ossos fossilizados haviam sido encontrados durante as obras de retificação de um ramal local da Companhia Mogiana. A serviço do DNPM, o paleontólogo gaúcho Llewellyn Ivor Price (1905-1980) visitou o local em 1946 e, a partir de então, conduziu escavações sistemáticas na região.
Entre 1949 e 1961, foram recuperados centenas de fósseis do período Cretáceo Superior, incluindo exemplares de dinossauros do grupo dos titanossauros. Price pesquisou as terras do Triângulo Mineiro e de municípios paulistas vizinhos, até 1974. Na época, todo o acervo de fósseis coletado por ele e sua equipe foi destinado ao Museu de Ciências da Terra, no Rio de Janeiro.
Em 1991, a Prefeitura Municipal de Uberaba empreendeu a restauração do prédio da estação e outras estruturas adjacentes com o objetivo de criar o "Centro de Pesquisas Paleontológicas Llewellyn Ivor Price". No ano seguinte, sob a supervisão do geólogo Luiz Carlos Borges Ribeiro, o centro foi inaugurado. A antiga estação foi transformada em um laboratório de preparação de fósseis e abriga um museu paleontológico, aberto ao público, que é vinculado à Fundação Cultural de Uberaba. Além disso, outras construções próximas foram adaptadas como residências para pesquisadores.
Um dos achados em exposição no museu é o esqueleto fossilizado do crocodilomorfo conhecido como Uberabasuchus terrificus, ao lado de uma réplica em tamanho real. Descoberto na região em 2000, esse esqueleto é considerado um dos mais completos do seu tipo no mundo. Outras réplicas incluem a do terópode Abelisaurus comahuensis, com aproximadamente 8 metros de altura, e a de uma preguiça gigante da espécie Eremotherium laurillardi.

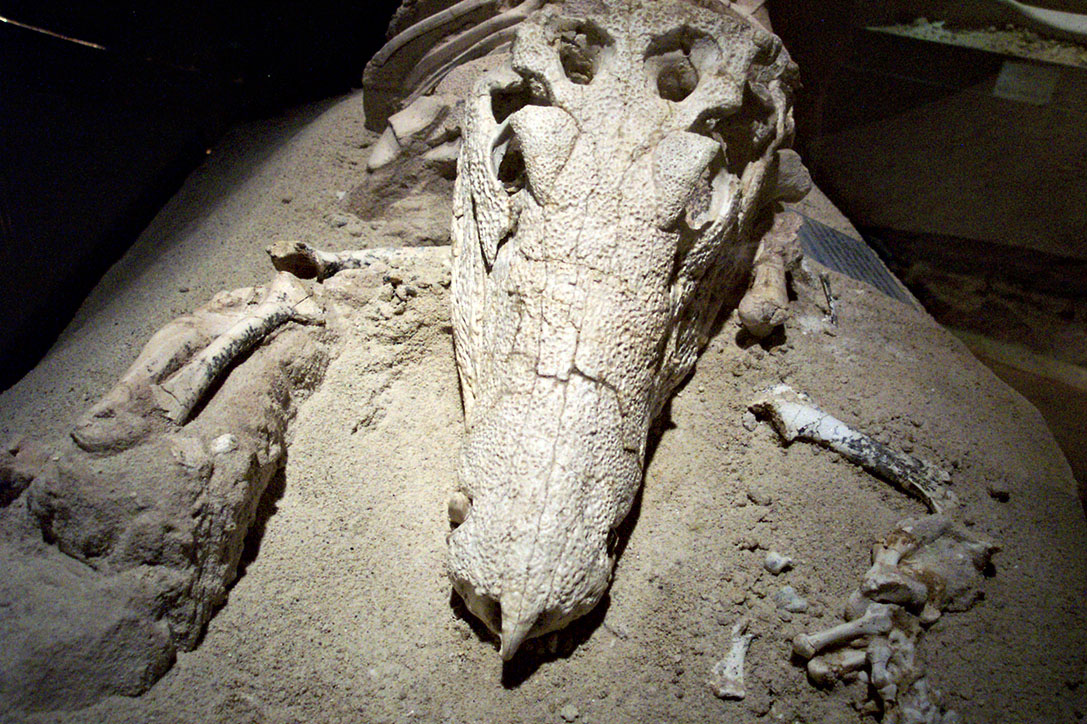
Ossos fossilizados de Uberabasuchus terrificus, expostos em Peirópolis.

Em 2004, foram descobertos fósseis do Uberabatitan ribeiroi na região, sendo considerado o maior dinossauro brasileiro já encontrado. Os fósseis de três indivíduos da espécie foram encontrados na região da Serra da Galga, durante as obras de duplicação da rodovia BR-050, entre Uberaba e Uberlândia. O processo de retirada dos fósseis foi concluído em 2006, com os técnicos realizando escavações manuais de aproximadamente 300 toneladas de rochas que datavam do período Cretáceo e Paleogeno para a extração do material. Em 2011, novas descobertas foram feitas na mesma área, incluindo um fêmur de 1,4 metros pertencente ao Uberabatitan.
No período de 2022 a 2023, Peirópolis foi integrado ao inventário geológico de Uberaba e ao mapa geológico patrimonial do Geoparque de Uberaba. Durante este processo, foram identificados 31 geossítios e locais de geodiversidade da área.

## Rede Nacional de Paleontologia e Complexo Científico Cultural de Peirópolis

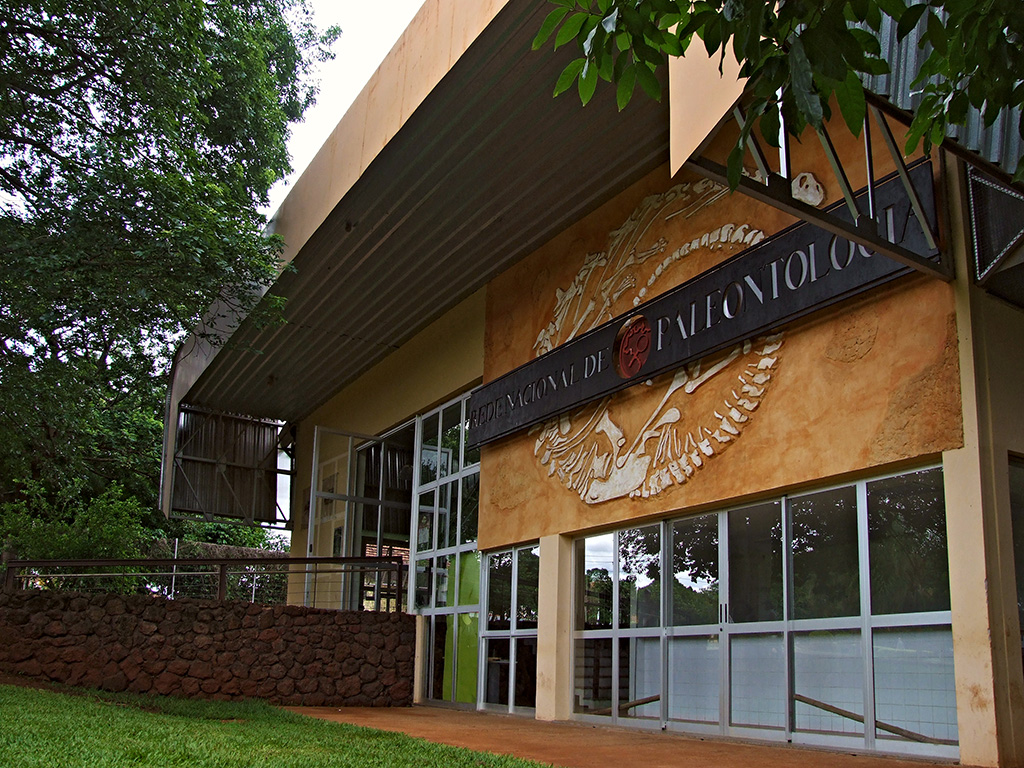
Sede da antiga Rede Nacional de Paleontologia, integrado ao Complexo Científico Cultural de Peirópolis.

Durante o período de 2003 e 2004, o Ministério da Ciência e Tecnologia concedeu financiamento para a construção da sede da Rede Nacional de Pesquisas Científicas em Paleontologia em Peirópolis. O objetivo do projeto era preservar sítios fossilíferos e promover a divulgação da paleontologia. No entanto, surgiram várias polêmicas relacionadas à iniciativa.
Embora um amplo prédio tenha sido construído nas proximidades do antigo museu para abrigá-la, a Rede Nacional nunca foi concretizada e acabou sendo extinta. Atualmente, suas instalações são utilizadas para exposições científicas, atividades lúdicas e educativas sobre paleontologia, voltadas para crianças e estudantes de Uberaba e região. O edifício agora abriga um auditório para palestras, salas para oficinas e também serve como sede da Associação dos Amigos do Sítio Paleontológico de Peirópolis - AASPP. Além disso, o local abriga réplicas em tamanho real de animais extintos encontrados na região.
Em 2011, todas as edificações e seus equipamentos foram integrados ao Complexo Científico Cultural de Peirópolis, em uma parceria entre a Universidade Federal do Triângulo Mineiro (UFTM) e a Secretaria de Estado de Ciência, Tecnologia e Ensino Superior de Minas Gerais. Essa integração fortaleceu a colaboração entre as instituições e impulsionou o desenvolvimento científico e cultural da região.